# El curioso caso de Benjamin Button (película)
El curioso caso de Benjamin Button—título original; The Curious Case of Benjamin Button— es una película del 2008 dirigida por David Fincher, con guion de Eric Roth y protagonizada por Brad Pitt y Cate Blanchett. 
Basada en un relato de F. Scott Fitzgerald, cuenta la historia de Benjamin Button (Brad Pitt), un hombre que nacería con el cuerpo de una persona de 81 años. 
El estreno de la película distribuida y producida por Warner Bros. y Paramount Pictures, tuvo lugar en Estados Unidos el 25 de diciembre de 2008. La película fue candidata en 2009 a 13 premios de la Academia, que incluyeron mejor película, director, actriz de reparto y actor.

## Sinopsis
El día en que el huracán Katrina llega a Nueva Orleans, la anciana Daisy Williams está en su lecho de muerte en un hospital de Nueva Orleans. A su lado está su hija Caroline (Julia Ormond). Daisy pide a Caroline que le lea en voz alta el diario de un amigo suyo de toda la vida, Benjamin Button. Daisy, antes que Caroline lea el diario, le cuenta la historia de Monsieur Gateau, ciego de nacimiento, había progresado hasta ser el mejor relojero en el sur, en 1918 le encargaron un hermoso reloj para la nueva estación de tren en la ciudad, pero mientras lo preparaba, su hijo cayó muerto en el frente occidental y M. Gateau hizo que las agujas de su reloj corrieran en sentido contrario, como un deseo de devolver el tiempo, para que los caídos regresen de la muerte, posteriormente el relojero desapareció de la historia.
El diario de Benjamin relata toda su extraordinaria vida, cuyo aspecto primordial e inusual fue su envejecimiento hacia atrás, al ser diagnosticado con varias enfermedades del envejecimiento al nacer y, por lo tanto, diagnosticado con pocas posibilidades de supervivencia. Sin embargo, Benjamin sobrevive y se vuelve más joven con el tiempo. Abandonado por su padre biológico Thomas Button (Jason Flemyng), después de que su madre muriera en el parto, precisamente el día que tuvo lugar el armisticio de Compiegne, que significó el final de la Gran Guerra, en palabras de Benjamin, el mejor día para nacer, Benjamin fue criado por Queenie (Taraji P. Henson), una mujer negra asistente en una casa de ancianos. La abuela de Daisy residía en esa casa, que es donde por primera vez Daisy conoció a Benjamin. 
Aunque se separaron, Daisy y Benjamin permanecen en contacto a lo largo de sus vidas, Daisy se vuelve bailarina de ballet en Nueva York y París, mientras que Benjamin sirve en la flota durante la batalla del atlántico donde consiguen hundir de un espolonazo un U-Boote, al precio de hundirse el barco en el que servía y solo sobrevivir él y otro tripulante, cuando Daisy regresa a Nueva Orleans, se vuelven novios cuando finalmente tienen la misma edad, sobre los cuarenta años. Algunas de las revelaciones en el diario de Benjamin son difíciles de leer para Caroline, especialmente en lo que se refiere al tiempo pasado en esta reconexión entre Daisy y Benjamin, porque mientras Daisy envejece, sin saberlo Caroline, su verdadero padre falleció siendo un bebé recién nacido.
Poco después de terminar de leer el diario y de confirmarle a Caroline que Benjamin era su verdadero padre, Daisy muere, precisamente en el momento en que Katrina toca tierra en la ciudad, suenan las sirenas de alarma, y las inundaciones alcanzan una bodega, donde se encuentra el reloj de M. Gateau, aún corriendo en dirección opuesta.

## Reparto
- Brad Pitt como Benjamin Button.
  - Spencer Das como Benjamin Button en 1990 (preadolescente).
- Cate Blanchett como Daisy Fuller.
  - Elle Fanning como Daisy Fuller en 1930.
  - Madisen Bey como Daisy Fuller en 1936.
  - Phyllis Somerville como Daisy Fuller en 2005 / Abuela de Daisy.
- Taraji P. Henson como Queenie, madre adoptiva de Benjamin.
- Mahershala Ali como Tiy Weathers, padre adoptivo de Benjamin.
- Tilda Swinton como Elizabeth Abbott, amante de Benjamin en Múrmansk, Rusia.
- Jason Flemyng como Thomas Button, padre biológico de Benjamin.
- Julia Ormond como Caroline Button.
- Jared Harris como el capitán Mike Clark, patrón de Benjamin en la Segunda Guerra Mundial.
- Elias Koteas como Gateau.
- Ed Metzger como Presidente de los Estados Unidos entre 1901 y 1909.
- Rampai Mi como Ngunda Oti.

## Efectos especiales por CGI (Computer Generated Imagery)
Para conseguir invertir la edad del protagonista y hacer que de joven tuviera apariencia de anciano y de adulto apariencia de niño se necesitaron varios efectos especiales, algunos de maquillaje, pero sobre todo digitales.
Los directores que participaron en la producción de la película se basaron en un sistema de Software y gráficos por ordenador de imágenes CGI creado en España conocido como RealFlow. Este proyector resultó tan laborioso que se realizó un proyecto informático exclusivo para poder captar todas las expresiones y gestos faciales del actor, en este caso Brad Pitt. A partir de este sistema el objetivo era recrear la misma cara del actor en 3D con el fin de transformarla en una persona mayor. No solo se tuvo que recrear el rostro sino también todo el cuerpo para que se correspondiera con la edad aparente del protagonista y también para coordinar los movimientos y las gesticulaciones del personaje para que así todas las acciones resultaran más naturales. Para conseguir todo esto, el actor previamente tuvo que hacer diferentes gestos y mostrarse en distintas posiciones ante una cámara para que esta pudiera recoger todos los movimientos musculares, para posteriormente poder pasarlos a la tridimensionalidad.
Así pues, en el momento de rodar las distintas escenas Bradd Pitt tuvo que ser filmado vestido de pies a cabeza con un traje de color azul uniforme con el objetivo de poder incorporar el diseño 3D del nuevo rostro que se le daría en postproducción.

## Estreno
Originalmente su estreno iba a ser en mayo de 2008, pero fue retrasado para noviembre de 2008. Finalmente, la película tuvo su estreno en los Estados Unidos en el día de Navidad, el 25 de diciembre. Así mismo en España, Argentina, Venezuela y  Chile se estrenó el día 6 de febrero del 2009, y en México el 16 de enero.

## Premios

### Premios Óscar
| Año  | Categoría                 | Receptor                                                | Resultado |
| ---- | ------------------------- | ------------------------------------------------------- | --------- |
| 2008 | Mejor película            | Mejor película                                          | Nominado  |
| 2008 | Mejor director            | David Fincher                                           | Nominado  |
| 2008 | Mejor actor               | Brad Pitt                                               | Nominado  |
| 2008 | Mejor actriz de reparto   | Taraji P. Henson                                        | Nominada  |
| 2008 | Mejor guion adaptado      | Eric Roth                                               | Nominado  |
| 2008 | Mejor banda sonora        | Alexandre Desplat                                       | Nominado  |
| 2008 | Mejor fotografía          | Claudio Miranda                                         | Nominado  |
| 2008 | Mejor montaje             | Kirk Baxter Angus Wall                                  | Nominados |
| 2008 | Mejor dirección artística | Donald Graham Burt Victor J. Zolfo                      | Ganadores |
| 2008 | Mejor diseño de vestuario | Jacqueline West                                         | Nominada  |
| 2008 | Mejor maquillaje          | Greg Cannom                                             | Ganador   |
| 2008 | Mejor sonido              | David Parker Michael Semanick Ren Klyce Mark Weingarten | Nominados |
| 2008 | Mejores efectos visuales  | Eric Barba Steve Preeg Burt Dalton Craig Barron         | Ganadores |

### Premios Globos de Oro
| Año  | Categoría              | Receptor               | Resultado |
| ---- | ---------------------- | ---------------------- | --------- |
| 2008 | Mejor película - Drama | Mejor película - Drama | Nominada  |
| 2008 | Mejor director         | David Fincher          | Nominado  |
| 2008 | Mejor actor - Drama    | Brad Pitt              | Nominado  |
| 2008 | Mejor guion            | Eric Roth              | Nominado  |
| 2008 | Mejor banda sonora     | Alexandre Desplat      | Nominado  |

### Premios BAFTA
| Año  | Categoría                     | Receptor                                        | Resultado |
| ---- | ----------------------------- | ----------------------------------------------- | --------- |
| 2008 | Mejor película                | Mejor película                                  | Nominada  |
| 2008 | Mejor director                | David Fincher                                   | Nominado  |
| 2008 | Mejor actor                   | Brad Pitt                                       | Nominado  |
| 2008 | Mejor guion adaptado          | Eric Roth                                       | Nominado  |
| 2008 | Mejor banda sonora            | Alexandre Desplat                               | Nominado  |
| 2008 | Mejor fotografía              | Claudio Miranda                                 | Nominado  |
| 2008 | Mejor montaje                 | Kirk Baxter Angus Wall                          | Nominados |
| 2008 | Mejor diseño de producción    | Donald Graham Burt Victor J. Zolfo              | Ganadores |
| 2008 | Mejor diseño de vestuario     | Jacqueline West                                 | Nominada  |
| 2008 | Mejor maquillaje y peluquería | Greg Cannom                                     | Ganador   |
| 2008 | Mejores efectos visuales      | Eric Barba Steve Preeg Burt Dalton Craig Barron | Ganadores |

### Premios del Sindicato de Actores
| Año  | Categoría               | Receptor         | Resultado |
| ---- | ----------------------- | ---------------- | --------- |
| 2008 | Mejor reparto           | Mejor reparto    | Nominada  |
| 2008 | Mejor actor             | Brad Pitt        | Nominado  |
| 2008 | Mejor actriz de reparto | Taraji P. Henson | Nominada  |